# 博尔塞纳湖

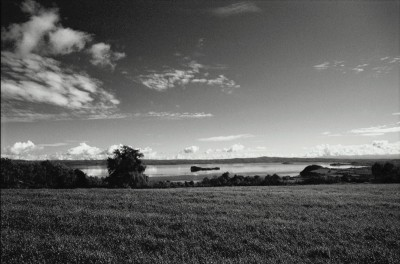
从地面上看博尔塞纳湖

博尔塞纳湖 (義大利文: Lago di Bolsena) 是一個位於義大利中部的湖。它是在約300,000年前，因為沃尔西尼山脈（Vulsini mountain range）的一些火山口爆發而形成的。
博尔塞纳湖呈橢圓形，為典型的火山口湖。湖中有兩個島嶼，並有一條通往外部的河流。湖水域面积为113.5平方公里，海拔高度305米。湖低最深处深度为151 米，平均深度為 81 米。
整個博塞納湖都位在维泰博省境內，尤其是維特伯省的北部，稱作「上圖夏」（Alta Tuscia）。它的周圍大部分為執政官道「卡西亚」（Cassia）所圍繞。它附近有很多旅遊設施，特別是關於自然田野的旅遊。

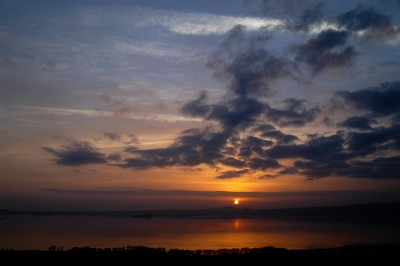
博尔塞纳湖上的日落

古羅馬人稱這個湖為Lacus Volsinii（沃尔西尼湖），這是沿用了伊特魯斯坎人使用的名字Velzna而來的。Velzna是伊特魯斯坎人最後一個抵抗羅馬人的城市，它在前264年之後就被徹底破壞，而它的居民也已經遷移到其他的地方，以致於目前無法確切得知它的位置。

## 湖中的島嶼

### 比森蒂納島
比森蒂納島的面積為17公頃，是湖中最大的島嶼，並且成為了有趣的游覽景點。
有渡轮从卡波迪蒙特（Capodimonte）开往此岛，每天都有若干班，只要上船人数的人数足够就开船。渡轮票价中包括比森蒂納島的带导游的游览费用。岛上风光有天然风光，常青橡树林，意大利式园林，美丽如画的全景，还有人文景观如圣詹姆斯教堂、圣克里斯朵夫教堂及建筑师雅格布·达·维尼奥拉（Jacopo Barozzi da Vignola）建造的炮台、聖方濟會修道院、Antonio Sangallo設計的蓋在湖邊峭壁上伊特拉斯坎骨灰地基上細緻的八邊形"小石"教堂以紀念聖加大利那, 還有有五世紀留下來壁畫的十字架小教堂, 最後可以參觀恐怖的"教宗的泥漿"(Malta dei Papi)監獄, 在灰暗又小的洞穴裡鑿成, 專門用來終生囚禁義教徒. 光線只有由20公尺高的小門透進來.
岛上游览结束后，游船作寰岛一周航行，游客们可以观赏岛西的可爱港湾，北方雄伟的塔博山，东部清水上兀立的岩石，最后回到南部葱郁的岸边，向卡波迪蒙蒂镇回驶。
伊特鲁里亚人和罗马人并没有在岛上留下很多遗迹。9世纪，撒拉逊人入侵，碧森提纳岛成了避难所。
约1250年的时候，这个岛成为Bisenzio爵士的私产，在同岛上居民发生争执后，Bisenzio爵士一把火烧掉并舍弃了了碧森提纳岛。1261年教皇乌尔班四世再次征服了此岛。但1333年巴伐利亚的路德维希又一次毁灭了本岛，教皇声称路德维希是异端并开除了他的教籍。1400年后法爾內塞家族统治这里，这里一度成为繁荣之地，很多教皇都来此访问过。1635年此岛由卡斯特罗公爵奧多阿爾多·法爾內塞（Odoardo Farnese）统治，他同教会发生冲突，结果卡斯特罗被灭。两岛归教皇统治，但很快又被放弃了。现在岛的主人是Beatrice Spada Potenziani公主，Fieschi Ravaschieri公爵的妻子。

### 马尔塔纳岛
馬爾塔納島（L'isola Martana）位于马尔塔（Marta）镇的对面，据说曾保卫过圣克莉斯汀的遗迹免于落入野人之手。
据说后来在哥特人统治的时候，哥特女王阿玛拉逊莎（Amalasuntha）死于此处。她的堂兄弟狄奥达哈德（Theodahad）觊觎王位，派刺客阴谋杀了她。
该岛目前是私人财产，谢绝参观。

## 出口

### 马尔塔
马尔塔是从博尔塞纳湖流出，从马尔塔市镇右侧经过，最后是流入伊特鲁里亚海的一条河。
在经过马尔塔，托斯卡纳(Toscana)和塔奎尼亚(Tarquinia)后，它流到了塔奎尼亚的利多(Lido)区域的海里。
在马塔和米格农河口之间是一个被称为塔奎尼亚盐场自然保护区，景色壮丽。

## 湖边的市镇
以下是坐落在博塞纳湖边的市镇：
- 博尔塞纳：博尔塞纳湖因此而得名，以其基督圣体（Corpus Domini） 的奇迹，还有用于观察者为举行圣克里斯汀（城市的捐助者）的节日的前夕的塑料桌子而闻名。

- 蒙特菲亚斯科内：它的优势在于它壮丽的纪念碑，such as Rocca and the cupola of Santa Margherita. A former episcopal see, 以蒙蒂菲阿斯科尼白葡萄酒"東!東!!東!!!"(Est! Est!! Est!!!)而闻名。

- 马尔塔：一个以为纪念 Madonna del Monte而设立的节日而闻名的村庄，节日的名字为 Festa delle Passate'“，通常也称作 Barabbata。马尔塔的居民主要从事农业，养殖和渔业。

- 卡波迪蒙特：位于博塞纳湖边，有一个往返于湖中岛屿的浮动码头。

- 瓦伦塔诺：因為是著名數學家保羅路菲尼的出生地而出名. after having a long time been the center of the Farnèse epoch, following the destruction of Castro (1649) and the dissolution of the eponymous duchy. The old castle of Farnèse is the location of the museum of the prehistory of Tuscia.

- 格拉多利：以其油和酒享有盛名，其酒液更被特称为“阿里提克”。令人流连忘返的法尼斯宫殿就坐落在该市镇，该宫殿式位红衣主教亚历山大·法尼斯所建的，他后来成为罗马主教，改称为保罗三世。

- 格罗特-迪卡斯特罗：除了說因為當地的洞穴而命名，這也是馬鈴薯與扁豆的生產重地。

- 圣洛伦佐诺沃：在17世紀末重整完成，因為它現代建築風格而出名。此地出名的菜餚是馬鈴薯麵疙瘩，可以在八月的第二週城鎮慶典時吃到。